# Список прем'єр-міністрів Квебеку

## Списокпрем'єр-міністрів Квебеку(з1867року)
| #  | Портрет | Ім'я (українська транскрипція) | Ім'я французькою                       | Політична партія             | Період перебування при владі                                      |
| -- | ------- | ------------------------------ | -------------------------------------- | ---------------------------- | ----------------------------------------------------------------- |
| 1  |         | П'єр-Жозе́ф-Олів'є́ Шово́         | Pierre-Joseph-Olivier Chauveau         | Консервативна партія Квебеку | 15 липня 1867 — 25 лютого 1873                                    |
| 2  |         | Гедеон Уіме                    | Gédéon Ouimet                          | Консервативна партія Квебеку | 27 лютого 1873 — 22 вересня 1874                                  |
| 3  |         | Шарль-Еже́н Буше́ де Бушерві́ль   | Charles-Eugène Boucher de Boucherville | Консервативна партія Квебеку | 22 вересня 1874 — 8 березня 1878                                  |
| 4  |         | Анрі-Гюстав Жолі де Лобіньєр   | Henri-Gustave Joly de Lotbinière       | Ліберальна партія Квебеку    | 8 березня 1878 — 31 жовтня 1879                                   |
| 5  |         | Сер Жозеф-Адольф Шапльо        | Sir Joseph-Adolphe Chapleau            | Консервативна партія Квебеку | 31 жовтня 1879 — 31 липня 1882                                    |
| 6  |         | Жозеф-Альфред Муссо            | Joseph-Alfred Mousseau                 | Консервативна партія Квебеку | 31 липня 1882 — 23 січня 1884                                     |
| 7  |         | Джон Джонс Росс                | John Jones Ross                        | Консервативна партія Квебеку | 23 січня 1884 — 25 січня 1887                                     |
| 8  |         | Луї-Олів'є Тайон               | Louis-Olivier Taillon                  | Консервативна партія Квебеку | 25 січня 1887 — 29 січня 1887                                     |
| 9  |         | Оноре Мерсьє                   | Honoré Mercier                         | Ліберальна партія Квебеку    | 29 січня 1887 — 21 грудня 1891                                    |
| 10 |         | Едмунд Джеймс Флінн            | Edmund James Flynn                     | Консервативна партія Квебеку | 11 травня 1896 — 24 травня 1897                                   |
| 11 |         | Фелікс Габріель Маршан         | Félix-Gabriel Marchand                 | Ліберальна партія Квебеку    | 24 травня 1897 — 25 вересня 1900                                  |
| 12 |         | Симон-Наполеон Паран           | Simon-Napoléon Parent                  | Ліберальна партія Квебеку    | 3 жовтня 1900 — 23 березня 1905                                   |
| 13 |         | Ломе Гуен                      | Lomer Gouin                            | Ліберальна партія Квебеку    | 23 березня 1905 — 9 липня 1920                                    |
| 14 |         | Луї́-Алекса́ндр Ташро́            | Louis-Alexandre Taschereau             | Ліберальна партія Квебеку    | 9 липня 1920 — 11 червня 1936                                     |
| 15 |         | Аделя́р Годбу́                   | Adélard Godbout                        | Ліберальна партія Квебеку    | 11 червня 1936 — 26 серпня 1936 8 листопада 1939 — 30 серпня 1944 |
| 16 |         | Моріс Дюплессі                 | Maurice Duplessis                      | Національний союз            | 26 серпня 1936 — 8 листопада 1939 30 серпня 1944 — 7 вересня 1959 |
| 17 |         | Поль Сове́                      | Paul Sauvé                             | Національний союз            | 11 вересня 1959 — 2 січня 1960                                    |
| 18 |         | Антоніо Баррет                 | Antonio Barrette                       | Національний союз            | 8 січня 1960 — 5 липня 1960                                       |
| 19 |         | Жан Лесаж                      | Jean Lesage                            | Ліберальна партія Квебеку    | 5 липня 1960 — 16 червня 1966                                     |
| 20 |         | Даніель Джонсон (батько)       | Daniel Johnson (père)                  | Національний союз            | 16 червня 1966 — 26 вересня 1968                                  |
| 21 |         | Жан-Жак Бертран                | Jean-Jacques Bertrand                  | Національний союз            | 26 вересня 1968 — 12 травня 1970                                  |
| 22 |         | Робер Бурасса                  | Robert Bourassa                        | Ліберальна партія Квебеку    | 12 травня 1970 — 25 листопада 1976 12 грудня 1985 — 11 січня 1994 |
| 23 |         | Рене Левек                     | René Lévesque                          | Квебекська партія            | 25 листопада 1976 — 3 жовтня 1985                                 |
| 24 |         | П'єр-Марк Джонсон              | Pierre-Marc Johnson                    | Квебекська партія            | 3 жовтня 1985 — 12 грудня 1985                                    |
| 25 |         | Даніель Джонсон (син)          | Daniel Johnson (fils)                  | Ліберальна партія Квебеку    | 11 січня 1994 — 26 вересня 1994                                   |
| 26 |         | Жак Парізо́                     | Jacques Parizeau                       | Квебекська партія            | 26 вересня 1994 — 29 січня 1996                                   |
| 27 |         | Люсьєн Бушар                   | Lucien Bouchard                        | Квебекська партія            | 29 січня 1996 — 8 березня 2001                                    |
| 28 |         | Бернар Ландрі                  | Bernard Landry                         | Квебекська партія            | 8 березня 2001 — 29 квітня 2003                                   |
| 29 |         | Жан Шаре                       | Jean Charest                           | Ліберальна партія Квебеку    | 29 квітня 2003 — 19 вересня 2012                                  |
| 30 |         | Полін Маруа                    | Pauline Marois                         | Квебекська партія            | 19 вересня 2012 — 7 квітня 2014                                   |
| 31 |         | Філіп Куйяр                    | Philippe Couillard                     | Ліберальна партія Квебеку    | 7 квітня 2014 — 18 жовтня 2018                                    |
| 32 |         | Франсуа Лего                   | François Legault                       | Коаліція за майбутнє Квебеку | 18 жовтня 2018 — \|+                                              |